# Ischimsteppe
Die Ischimsteppe bzw. Ischimer Steppe in Westsibirien liegt am Oberlauf des Flusses Ischim im Bereich der winterkalten kontinentalen Steppen Innerasiens. Ihr Erscheinungsbild ist von Salz-, Süßwasserseen und Sumpfgebieten geprägt. Zur Mündung in den Irtysch (den linken Nebenfluss des Ob) hin umgibt den Fluss die weniger trockene südliche Taiga, wodurch sich seine deutliche Volumenzunahme kurz vor der Mündung erklärt.